# Fieofan Parchomienko
Fieofan Agapowicz Parchomienko (ros. Феофан Агапович Пархоменко) (ur. 12 grudnia?/24 grudnia 1893 w Jekatierinowce, zm. 7 czerwca 1962 w Saratowie) – radziecki wojskowy, generał lejtnant.

## Życiorys
Urodził się we wsi Jekatierinowka (gubernia stawropolska) w rodzinie chłopskiej.
We wrześniu 1914 roku został powołany do armii rosyjskiej. Walczył na Froncie kaukaskim, początkowo jako szeregowy, a następnie podoficer. W 1916 roku ukończył szkołę chorążych. W grudniu 1917 roku został zdemobilizowany w stopniu chorążego.
W styczniu 1918 roku zorganizował oddział samoobrony z mieszkańców wsi Jekatierinowka i sąsiednich wsi. W lipcu 1918 roku oddział ten wcielony został do Armii Czerwonej – 1 Dońsko-Stawropolskiej Brygady, został wtedy zastępcą dowódcy tej brygady. W jej składzie wziął udział w walkach w rejonie Cerycyna. Od października 1918 roku służył w 21 Dońsko-Stawropolskim pułku kawalerii (4 Dywizja Kawalerii, 1 Armii Konnej) początkowo jako dowódca dywizjonu, pomocnika dowódcy i dowódcy pułku. W tym czasie brał udział w walkach na Froncie Południowym przeciwko wojską gen. Denikina, a następnie na Froncie Południowo-Zachodnim w czasie wojny polsko-bolszewickiej.
Po zakończeniu wojny polsko-bolszewickiej w maju 1921 roku został skierowany do Wyższej Szkoły Kawalerii, którą ukończył we wrześniu 1924 roku. Następnie powrócił do 4 Dywizji Kawalerii, gdzie został dowódcą 19 pułku kawalerii, a potem przeszedł w grudniu 1925 roku na stanowisko dowódcy 9 pułku kawalerii (2 Dywizja Kawalerii), który stacjonował w Zasławiu. W lipcu 1926 roku został przeniesiony do rezerwy. Został wtedy komendantem okręgu milicji w Szepetówce.
W lutym 1927 roku ponownie powołany do wojska, został dowódcą 87 Zabajkalskiego pułku kawalerii w składzie Dalekowschodniej Samodzielnej Brygady Kawalerii, stacjonującym w mieście Spassk-Dalnij. Jako dowódca pułku wziął udział w walkach z wojskami chińskimi o Kolej Wschodniochińską. W 1929 roku ukończył kurs doskonalący dowódców, a w 1930 roku wyższy akademicki kurs dowódców przy Akademii Wojskowej im. Frunzego.
W czerwcu 1931 roku został aresztowany i wydalony z wojska, a w dniu 2 lipca 1931 roku skazany na 3 lata więzienia za niezastosowanie się do zarządzenia Rewolucyjnej Rady Wojskowej ZSRR i okręgu o szczególnym starannym przechowywaniu broni. Jednak już w październiku 1931 roku objęła go amnestia. Powrócił wtedy do wojska będąc w dyspozycji Zarządu Kadr Armii Czerwonej i oddelegowaniem do Samodzielnej Armii Dalekiego Wschodu. W marcu 1932 roku został mianowany dowódcą 74 pułku kawalerii (15 Dywizja Kawalerii), a w lipcu 1936 roku został pomocnikiem dowódcy, a następnie p.o. dowódcy 22 Dywizji Kawalerii w Chada-Bułak (Kraj Zabajkalski).
21 października 1938 roku został aresztowany przez NKWD i przebywał w więzieniu jako „wróg narodu”. Zwolniony z wojska 3 listopada 1938.W dniu 7 grudniu 1939 roku został uniewinniony i zrehabilitowany, a w marcu 1940 roku został pomocnikiem dowódcy 4 Dywizji Kawalerii, a marcu 1941 roku dowódcą 210 Dywizji Zmotoryzowanej (20 Korpus Zmechanizowany) w składzie Zachodniego Specjalnego Okręgu Wojskowego.
Po ataku Niemiec na ZSRR dalej dowodził 210 Dywizją Zmotoryzowaną, wzięła ona udział w walkach w rejonie Mińska, następnie w rejonie Smoleńska i w obronie linii rzek Soż, Sudost’ i Desna.
W dniu 1 września 1941 roku został dowódcą 60 Dywizji Kawalerii wchodzącej w skład 57 Armii Północnokaukaskiego OW.W dniu 16 grudnia 1941 roku został dowódcą Samodzielnego Korpusu Kawalerii (od 14 stycznia 1942 roku 1 Korpusu Kawalerii). Na czele tego korpusu wziął udział w obronie miasta Izium, a następnie w operacji barwienkowsko-łozowskie i wyzwoleniu miasta Barwinkowe.
W czerwcu 1942 roku został zastępca dowódcy 38 Armii (Front Południowo-Zachodni), a w lipcu 1942 roku dowódcą 5 Korpusu Kawalerii, na czele którego walczył w obronie Donbasu i linii rzeki Don.
W okresie do 14 lipca do 7 sierpnia 1942 roku był dowódcą 9 Armii, a następnie zastępcą dowódcy 24 Armii i na tym stanowisku uczestniczył w bitwie stalingradzkiej.
W marcu 1943 roku mianowany dowódcą 18 Korpusu Kawalerii (Front Dalekowschodni), a po jego rozwiązaniu w styczniu 1944 roku został dowódcą 125 Korpusu Strzeleckiego.
We wrześniu 1944 roku został zastępcą dowódcy 70 Armii i na tym stanowisku wziął udział w operacji wschodniopruskiej, pomorskiej i berlińskiej.
Po zakończeniu wojny w Europie pozostał na stanowisku zastępcy dowódcy 70 Armii, a od października 1945 roku w dyspozycji kadr Ludowego Komisariatu Obrony ZSRR. W styczniu 1946 roku został zastępca dowódcy 43 Armii (Północna Grupa Wojsk). W sierpniu 1946 roku zwolniony ze stanowiska i był w dyspozycji wydziału kadr wojsk lądowych i w lutym 1947 roku został komisarzem wojskowym obwodu saratowskiego i pełnił tę funkcję do lipca 1954 roku, gdy przeniesiony został do rezerwy.
Po przeniesieniu do rezerwy mieszkał w Saratowie, gdzie zmarł i pochowany został na cmentarzu woskriesieńskim w Saratowie.

## Awanse
- pułkownik (Полковник) (17.02.1936 rozkaz nr 0736)[3]
- kombrig (Комбриг) (31.03.1940)
- generał major (Генерал-майор) (07.08.1941 rozkaz nr 1939)
- generał lejtnant (Генерал-лейтенант) (19.04.1945 rozkaz nr 803).

## Odznaczenia
- Order Lenina (dwukrotnie - 21.02.1945[4], 29.05.1945[5])
- Order Czerwonego Sztandaru (pięciokrotnie – 1923[3], 13.02.1930[3], 01.04.1943[6], 3.11.1944[4], 24.06.1948[4])
- Order Kutuzowa II st. (23.07.1944[7])
- Order Czerwonej Gwiazdy (16.08.1936[8])
- Medal „Za obronę Kaukazu” (08.10.1944[9])
- Medal „Za zwycięstwo nad Niemcami w Wielkiej Wojnie Ojczyźnianej 1941–1945”[4]
- Medal jubileuszowy „XX lat Robotniczo-Chłopskiej Armii Czerwonej”[10]